# Andes variolosa
Andes variolosa är en insektsart som först beskrevs av William Lucas Distant 1911.  Andes variolosa ingår i släktet Andes och familjen kilstritar. Inga underarter finns listade i Catalogue of Life.